# Défense aérienne arménienne
La défense aérienne arménienne constitue la branche de défense de l'espace aérien de l'Arménie.

## Équipement
La défense aérienne arménienne dispose de divers types de missiles tels que :
- S-300PMU : missile de longue portée (jusqu'à 90 km contre les avions et 40 km contre les missiles balistiques), 2 systèmes en possession, avec 144 missiles 5V55R livrés en 2007[1].
- 2K11 Krug (SA-4 Ganef) : missile de moyenne portée (55 km de portée contre les avions), 75 en service ;
- S-75 Dvina (SA-2 Guideline) : missile de moyenne portée (40 km de portée contre les avions), 250 en service ;
- 9K33 Osa (SA-8 Gecko) : missile de courte portée (12 km), avec un plafond assez bas (5 km), capable d'être lancé par des véhicules amphibies et tout terrains, 80 en service ;
- 9K35 Strela-10 : missile de courte portée (5 km), avec un plafond très bas (3 km), mais capable d'être lancé par des véhicules blindés à chenilles, 72 en service ;
- S-125 Neva/Pechora (SA-3 Goa) : missile de courte portée (15 km), avec un plafond élevé (12 km), 165 en service ;
- 9K32 Strela-2 (SA-7 Grail) : missile à guidage infrarouge, de très courte portée (3 km), de plafond très bas (750 m), et pouvant être tiré par une unité d'infanterie sur des cibles volant à moins de 1 000 km/h ;
- 9K38 Igla-1 (SA-18 Grouse) : missile de courte portée (5 km), tiré par une unité d'infanterie, pouvant être tiré sur des cibles volant à moins de 1 200 km/h.